# サンフェルナンド (パンパンガ州)
サンフェルナンド（San Fernando）は、フィリピン中部ルソン地方のパンパンガ州の州都である。「サンフェルナンド」という地名は、フィリピン国内にも複数（3つ）あり、他の国にもある（アルゼンチン、チリ、スペイン、アメリカ、メキシコ）。人口は北にあるアンヘレス（Angeles）の方が多い。